# IDEF0
IDEF0 — Function Modeling — методологія функціонального моделювання і графічного опису процесів, призначена для формалізації і опису бізнес-процесів. Особливістю IDEF0 є її акцент на ієрархічне представлення об'єктів, що значно полегшує розуміння предметної області. В IDEF0 розглядаються логічні зв'язки між роботами, а не послідовність їх виконання в часі (WorkFlow).
Так само відображаються всі сигнали управління. Така модель є однією з найпрогресивніших моделей і використовується в організації бізнес проектів і проектів, що базуються на моделюванні всіх процесів як адміністративних, так і організаційних.

## Історія виникнення IDEF0
Методологію IDEF0 можна вважати наступним етапом розвитку мови описання функціональних систем SADT (Structured Analysis and Design Teqnique). IDEF0, як стандарт був розроблений в 1981 році в рамках широкої програми автоматизації промислових підприємств, яка носила позначення ICAM (Integrated Computer Aided Manufacturing) і була запропонована департаментом військово-повітряних сил США. Сімейство стандартів IDEF взяло своє позначення від назв цієї програми (IDEF=ICAM DEFinition). В процесі практичної реалізації, учасники програми ICAM зіткнулись з необхідністю розробки нових методів аналізу процесів взаємовідносин в промислових системах. При цьому крім покращеного набору функцій для опису бізнес-процесів, однією з вимог до нового стандарту була наявність ефективної методології взаємодій в рамках «аналітик-спеціаліст». Іншими словами, новий метод повинен був забезпечити групову роботу над створенням моделі, з безпосередньою участю всіх аналітиків і спеціалістів, які беруть участь в рамках проекту.
В результаті пошуку відповідних рішень народилась методологія функціонального моделювання IDEF0. З 1981 року в стандарт IDEF0 були внесені деякі незначні зміни, в основному, обмежуючого і рекомендаційного характеру, остання його редакція була випущена в грудні 1993 року Національним Інститутом По Стандартам і Технологіям США (NIST).

## Приклади застосування
Методологія функціонального моделювання IDEF0 може бути використана як для моделювання процесів економіки, так і для формування вимог до складних технічних систем. Прикладом став проєкт, започаткований TARDEC (США) щодо ідентифікації критичних вимог до основного бойового танку НАТО (Main Battle Tank, MBT).

### Програмні продукти, що реалізують методологію
- Ramus